# (7939) Asphaug
(7939) Asphaug est un astéroïde de la ceinture principale.

## Description
(7939) Asphaug est un astéroïde de la ceinture principale. Il fut découvert le 14 janvier 1991 à l'observatoire Palomar par Eleanor Francis Helin. Il présente une orbite caractérisée par un demi-grand axe de 2,36 UA, une excentricité de 0,21 et une inclinaison de 1,5° par rapport à l'écliptique.

## Compléments